# 国立郵便局
国立郵便局（くにたちゆうびんきょく）は東京都国立市にある郵便局。民営化前の分類では集配普通郵便局であった。

## 概要
住所：〒186-8799 東京都国立市富士見台2-43-4

## 沿革
- 1927年（昭和2年）4月1日 - 開局。
- 1957年（昭和32年）11月16日 - 特定郵便局から普通郵便局に局種別改定[1]。
- 1962年（昭和37年）3月4日 - 電話交換、和文電報配達、国内欧文電報受付・配達、国際電報受付・配達の各業務を、国立電報電話局に移管。
- 1967年（昭和42年）11月20日 - 国立市国立から同市富士見台二丁目に移転。
- 1998年（平成10年）9月1日 - 外国通貨の両替および旅行小切手の売買に関する業務取扱を開始。
- 2007年（平成19年）10月1日 - 民営化に伴い、併設された郵便事業国立支店に一部業務を移管。
- 2012年（平成24年）10月1日 - 日本郵便株式会社発足に伴い、郵便事業国立支店を国立郵便局に統合。

## 取扱内容
- 郵便、印紙、ゆうパック、内容証明
- 貯金、為替、振替、振込、国際送金、外貨両替・トラベラーズチェック、国債、投資信託
- 生命保険、バイク自賠責保険、自動車保険
- ゆうちょ銀行ATM
- 国立市内の集配業務
- ゆうゆう窓口

## 周辺
- 国立市役所
- くにたち中央図書館
- 一橋大学
- 東京女子体育大学・東京女子体育短期大学
- 郵政大学校・中央郵政研修センター
- 東京都立第五商業高等学校
- 桐朋中学校・高等学校
- 学校法人NHK学園

## アクセス
- JR南武線 谷保駅から北西へ約1km（徒歩約11分）矢川駅から北東へ約1.1km（徒歩約13分）
- 国立市コミュニティバス「くにっこ」 国立郵便局停留所下車
- 中央自動車道 国立府中ICから北へ約1.5km
- 駐車場あり：10台